# Carrer de Lluís Millet (el Masnou)
El carrer de Lluís Millet és un carrer del municipi del Masnou (Maresme) amb un conjunt arquitectònic protegit com a bé cultural d'interès local.

## Descripció
És un carrer paral·lel al mar que comunica el carrer del Torrent Umbert i fins al carrer de Bonaventura Bassegoda situat en una zona d'eixample. El carrer té un conjunt de cases de cós entre mitgeres de planta rectangular alineades del pla de carrer i amb pati posterior. Són de planta rectangular alineades al pla de carrer amb pati posterior.
Les cases consten, generalment, de planta baixa i planta pis amb la coberta de teules àrabs a dues aigües i el carener paral·lel a la façana principal, orientada a migdia. Algunes modificacions posteriors d'aquesta tipologia arquitectònica són l'afegit d'una planta pis o dues o la transformació de part de la coberta en un terrat pla practicable. Les façanes es generen a partir d'una disposició simètrica mitjançant dos eixos de verticalitat definits per les obertures: porta d'accés i finestra lateral a la planta baixa i dues finestres a la planta pis, sovint amb balcó.
L'acabat superficial dels paraments de les façanes és estucat i pintat de diferents tons cromàtics, sense cap element que sobresurti, a excepció de la casa amb el número 38 amb un estucat imitant carreus posats a portell o la casa amb el número 28 amb esgrafiats ornamentals de motius florals. Destaca la tipologia d'algunes finestres de la planta pis amb l'ampit sobresortint i motllurat, subjectat per dues cartel·les.

## Història
Antigament, es deia carrer del Safareig (Lavadero). El 6 d'abril de 1918, l'Ajuntament del Masnou decidí canviar el nom i donar-li el nom de Lluís Millet i Pagès, fundador de l'Orfeó català, que va néixer a la casa del número 44 (antigament, número 11). Ho recorda una placa de marbre col·locada a la façana en el centenari del seu naixement, el 18 d'abril de 1967.